# Custos rotulorum di Rutland
Quella che segue è una lista dei custos rotulorum del Rutland.
- Sir Edward Montagu prima del 1544–1557
- Kenelm Digby prima del 1558–1590
- Thomas Cecil, I conte di Exeter prima del 1594–1623
- George Villiers, I duca di Buckingham 1623–1628
- Edward Noel, II visconte Campden 1628–1643
- Interregno
- Baptist Noel, III visconte Campden 1660–1682
- Edward Noel, I conte di Gainsborough 1682–1689
- Bennet Sherard, II barone Sherard 1690–1700

Dal 1700 la carica di custos rotulorum di Rutland coincise con quella di lord luogotenente di Rutland. Per vedere gli altri custos rotulorum di Rutland vedi la pagina lord luogotenente di Rutland.